# Caroline Eselin
Caroline Eselin-Schaefer, nata Caroline Eselin (...), è una costumista statunitense.
È sposata col direttore della fotografia Roberto Schaefer.

## Filmografia

### Cinema
- L'anima di un uomo (The Soul of a Man), regia di Wim Wenders - documentario (2003)
- Non bussare alla mia porta (Don't Come Knocking), regia di Wim Wenders (2005)
- Il potere dei sogni (Sueño), regia di Renée Chabria (2005)
- At Last, regia di Tom Anton (2005)
- Stay Alive, regia di William Brent Bell (2006)
- Solstice, regia di Daniel Myrick (2008)
- The Yellow Handkerchief, regia di Udayan Prasad (2008)
- Ballast, regia di Lance Hammer (2008)
- American Violet, regia di Tim Disney (2008)
- Fratelli in erba (Leaves of Grass), regia di Tim Blake Nelson (2009)
- Dylan Dog - Il film (Dylan Dog: Dead of Night), regia di Kevin Munroe (2010)
- Solo per vendetta (Seeking Justice), regia di Roger Donaldson (2011)
- The Courier, regia di Hany Abu-Assad (2012)
- The Paperboy, regia di Lee Daniels (2012)
- As I Lay Dying, regia di James Franco (2013)
- L'urlo e il furore (The Sound and the Fury), regia di James Franco (2014)
- The Hollars, regia di John Krasinski (2016)
- Moonlight, regia di Barry Jenkins (2016)
- Under the Silver Lake, regia di David Robert Mitchell (2018)
- Se la strada potesse parlare (If Beale Street Could Talk), regia di Barry Jenkins (2018)
- Equipaggio zero (Troop Zero), regia di Bert e Bertie (2019)

### Televisione
- Family Tree – serie TV, 4 episodi (2013)
- Hand of God – serie TV, episodio 1x01 (2014)
- The Girlfriend Experience – serie TV, 27 episodi (2016-2017)
- La ferrovia sotterranea (The Underground Railroad) – miniserie TV, 10 puntate (2021)